# 下手出し投げ
下手出し投げ（したてだしなげ）とは、相撲の決まり手の一つである。差手で相手の褌を浅く取り、褌を取らないほうの足を引いて、相手を引きずるように自分の前方に投げる技。
相撲の流れのなかでとっさに出るという印象のある技で、柏戸剛と大鵬幸喜との最初の取組（1960年1月場所）も、そうした攻防のなかで、柏戸がこの決まり手で勝っている。